# (2574) Ladoga
(2574) Ladoga (1968 UP) – planetoida z pasa głównego asteroid okrążająca Słońce w ciągu 4,82 lat w średniej odległości 2,85 j.a. Odkryta 22 października 1968 roku.